# José Gutiérrez de la Concha

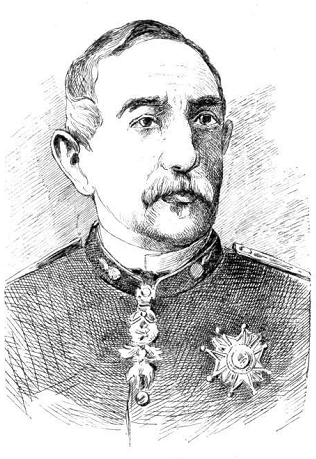
José Gutiérrez de la Concha.

Don José Gutiérrez de la Concha y Irigoyen (Córdoba, 4 juni 1809 - Madrid, 5 november 1895) was een Spaans generaal die vanaf 1857 markies van Havana was.

## Levensloop
Na zijn militaire dienst in Amerika vocht hij mee in de Eerste Carlistenoorlog. Na het einde van deze oorlog in 1839 werd hij luitenant-generaal en was tussen 1843 en 1846 tevens kapitein-generaal van het Baskenland en onderdrukte vanuit deze functie een opstand in Santiago de Compostella. Hierna werd hij de opperste chef van de Spaanse Ruiterij.
In 1849 werd hij kapitein-generaal op de toen nog Spaanse kolonie Cuba, maar wegens de inval van pro-onafhankelijkheidstroepen die aanhangers waren van Narciso López, werd hij in 1852 ontslagen en vervangen door generaal Valentín Cañedo Miranda. Guitiérrez de la Concha werd een tegenstander van zijn opvolger en werd hierdoor in 1853 naar Majorca verbannen. Vervolgens vluchtte hij samen met zijn broer Manuel naar Frankrijk.
Na de progressistische revolutie van 1854 keerde hij naar Spanje terug en werd hersteld in zijn functie van kapitein-generaal van Cuba, wat hij bleef in 1859. Vervolgens werd hij lid van de Spaanse Senaat en toonde zich er als een redenaar. In juli 1862 werd hij als de opvolger van Alejandro Mon y Menéndez ambassadeur van Parijs en bleef dit tot in december van hetzelfde jaar. De volgende jaren bekampte hij in de Senaat de Mexicaanse politiek van de Spaanse regeringen.
In maart 1863 werd hij minister van Oorlog in de regering van Manuel Pando Fernández de Pinedo, waarna hij in december 1864 Senaatsvoorzitter werd. Toen in 1868 de Septemberrevolutie uitbrak, was hij van 18 tot en met 29 september 1868 ter opvolging van Luis González Bravo premier van Spanje. Hij kon echter niet voorkomen dat koningin Isabella II werd afgezet.
Tijdens de regeerperiode van Amadeus I in Spanje (1870-1873) en tijdens de Eerste Spaanse Republiek (1873-1874) sloot hij zich aan bij de partij die wilde dat de vroegere Spaanse kroonprins Alfons, de zoon van Isabella II, de Spaanse troon besteeg. Van april 1874 tot in mei 1875 was hij voor een derde maal kapitein-generaal in Cuba. Vervolgens hield hij zich politiek op de achtergrond totdat hij in 1882 tot Senaatsvoorzitter en in 1883 tot bevelhebber van het noordelijke Spaanse leger benoemd werd. In 1886 werd Gutiérrez voor de tweede maal Senaatsvoorzitter.
In 1895 overleed hij in Madrid.
- Biblioteca Nacional de España: XX1299121
- Bibliothèque nationale de France: cb107119516 (data)
- International Standard Name Identifier: 0000 0000 6629 5690
- Library of Congress Control Number: no2014092135
- Nationale Bibliotheek van Israël: 987010649619305171
- Système universitaire de documentation: 234595256
- Virtual International Authority File: 22133407
- WorldCat: E39PBJcGrK4jXQ9yJf3RQ6gkDq